# Nippon kenpō
Le nippon kempō ou nihon kempō (日本拳法) est un sport de combat japonais. Kempō est un mot japonais qui signifie « méthode du poing » (拳 ken = poing, 法 pō = méthode). Il existe plusieurs façons de l’écrire (nippon kempo, Nihon kempo, nippon kempō etc.).  Nippon kempō signifie donc « méthode du poing du Japon ».

## Origine
Le professeur Sawayama Masaru Muneumi fonda le nippon kempō en 1932. Il élabora sa méthode et prit modèle sur les protections du kendo ainsi que sur leurs exercices d’entraînements. C'est donc à partir de 1934 qu’il dirige des exercices de combat avec protection, il inclut également des techniques de coup, des projections et des clefs, compte tenu de sa formation en judo et karaté. Le premier tournoi de Nippon Kempo  eut lieu à Osaka  en 1936.
Puis la guerre sino-japonaise éclata ; en 1940 il fut mobilisé en Chine. Durant son séjour, il s’intéressa aux arts martiaux chinois, C’est grâce à cette rencontre que son style adopta des techniques plus souples avec des mouvements circulaires. Puis vers 1953 il organisa  une démonstration de nippon kempō au centre de Tōkyō, avec ses soixante-dix élèves, ce qui causa une sensation dans le milieu des arts martiaux. Plusieurs universités adhérèrent aussitôt. En 1954 le nippon kempō fut adopté comme discipline officielle par l’université du Kansai. 
De nos jours les trois principales grandes villes dans lesquelles le nippon kempō progresse au Japon sont Ōsaka, Tōkyō et Nagoya. Le nippon kempō est pratiqué dans plus de cent universités, cinquante écoles supérieures, cent clubs, dans l'armée et la police. Tout cela pour plus de 30 000 pratiquants au Japon répartis dans 3 écoles : la Nippon Kempo Kyokai, la Nippon Kempo Renmei et la Nippon Kempo Kai.
En tant qu'art martial, le Nippon Kempo développe l'esprit de ses pratiquants et est attaché à une certaine philosophie définie par Sawayama lui-même dans son ouvrage Nippon Kempo. Elle se veut basée sur la connaissance du monde qui nous entoure et sur la compréhension des principes de relation entre les choses : c'est ainsi que l'équilibre entre le corps et l'esprit peut être trouvé, conformant amour, sagesse, courage et santé. Son enseignement s'appuie sur la pratique du combat pour assurer l'expression de son corps et de sa pensée dans l'action.
La caractéristique majeure du Nippon Kempo réside sans doute dans son armure : celle-ci fut adoptée dès 1934 afin de pouvoir pratiquer dans des conditions plus proches de la réalité. Inspirée, et donc très proche de l'armure utilisée au Kendo, elle répond à une réelle nécessité de protection afin de ne laisser place à aucune retenue dans les coups.

## Le bogu
Le bogu (L'armure) est composée d'un casque (MEN), d'une cuirasse (DO), de gants (GUROBU),ainsi que d'une coque protectrice (MATA ATE) et, de chaussons en fonction des écoles. Le principal atout du bogu est de pouvoir porter les coups a pleine puissance, et donc de se rapprocher de la réalité. Mais beaucoup de débutants le voient comme une finalité alors, que ce n'est qu'un élément pour se juger et mettre le plein contact. Il faut voir au-delà.

## Histoire dunippon kempōen France
C’est lors d’une manifestation organisée le 20 mai 1984 par le judo-club de Saint-Dié qu'Armand Santambrogio fit découvrir le nippon kempō en France. Ali Zoubiri (entraîneur de judo) s’intéressa à cet art martial et ouvrit une section de nippon kempō au sein du judo-club de Saint-Dié.
Pendant plusieurs années, il pratiqua le nippon kempō avec ses élèves, en France et à l’étranger, lors de diverses compétitions et stages.
Actuellement, les kempōka les plus expérimentés, enseignent à leur tour le nippon kempō dans différents clubs.

De nouveaux professeurs se sont intéressés à cette discipline et ont créé d'autres sections dans les Vosges, et c'est ainsi que le nippon kempō a continué à se développer dans le grand Est de la France puis dans d'autres régions du territoire. 

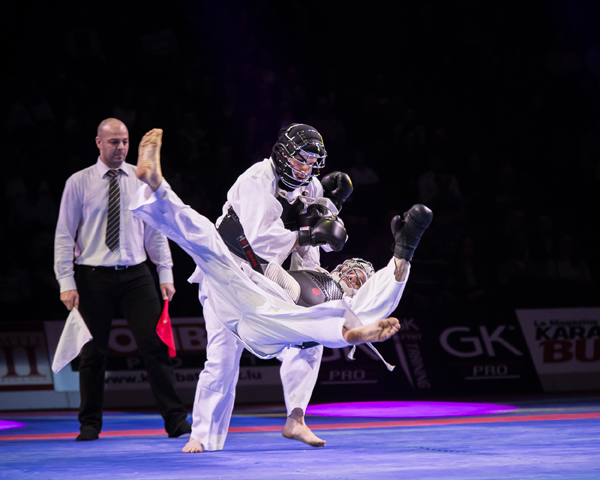
Demonstration du Nippon Kempo à Bercy par le club de Nancy.

Le 26 mars 2016, le club de Nancy marque une date historique pour le Nippon Kempo français. Mesut AYSEL accompagné de ses kenyu: David BONNAVENTURE,Stéphane Arnould, Kim Larcher, Yacine Chouieb  et Rémi Isselé présentent la toute première démonstration française de Nippon Kempo au festival des Arts Martiaux de KarateBushido dans les arènes de Bercy à Paris.
En septembre 2018 Ali Zoubiri fut reconnu par la All Japan Fédération de nippon kempo 7D, et Stéphane Vandini 6D, Ce qui fait de Ali Zoubiri le plus haut gradé de nippon kempo hors Japon.